# Страхувка (гміна)
Гміна Страхувка (пол. Gmina Strachówka) — сільська гміна у центральній Польщі. Належить до Воломінського повіту Мазовецького воєводства.
Станом на 31 грудня 2011 у гміні проживало 2898 осіб.

## Площа
Згідно з даними за 2007 рік площа гміни становила 107.70 км², у тому числі:
- орні землі: 54.00%
- ліси: 40.00%

Таким чином, площа гміни становить 11.27% площі повіту.

## Населення
Станом на 31 грудня 2011:
| Опис     | Загалом | Загалом | Чоловіки | Чоловіки | Жінки | Жінки |
| -------- | ------- | ------- | -------- | -------- | ----- | ----- |
| одиниця  | осіб    | %       | осіб     | %        | осіб  | %     |
| все      | 2898    | 100     | 1505     | 51.93    | 1393  | 48.07 |
| міське   | 0       | 100     | 0        |          | 0     |       |
| сільське | 2898    | 100     | 1505     | 51.93    | 1393  | 48.07 |

## Сусідні гміни
Гміна Страхувка межує з такими гмінами: Добре, Коритниця, Посьвентне, Станіславув, Тлущ, Ядув.